# Champion du monde
Pour les articles homonymes, voir Champion du monde (homonymie).

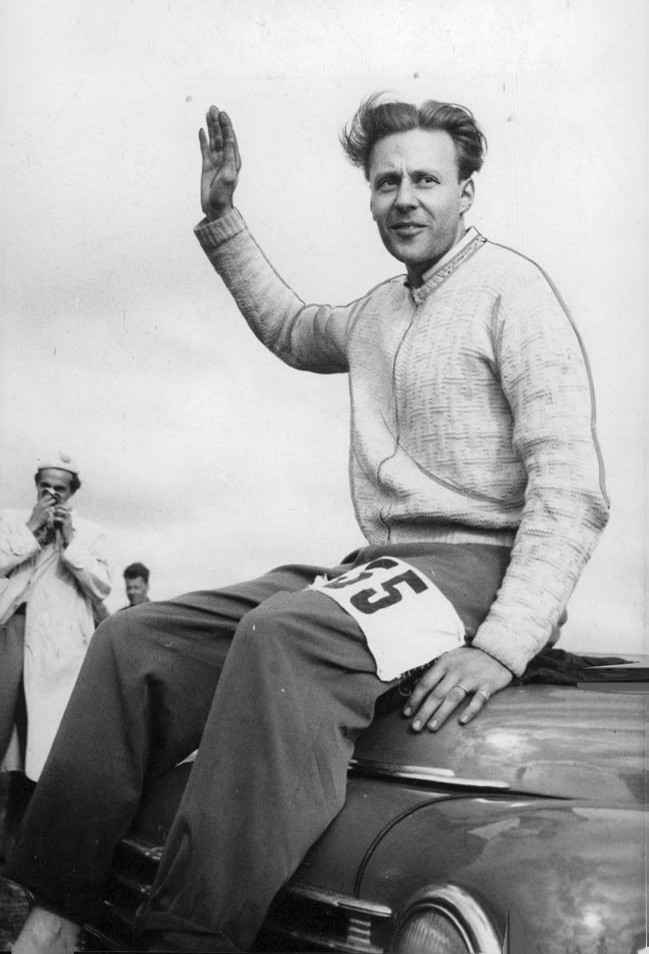
Arne Blomgren, champion du monde d'aéromodélisme en 1952.

Un champion du monde est un sportif, un joueur ou une équipe qui a gagné les championnats du monde de sa discipline. Il conserve son titre jusqu'à la prochaine édition du ou des championnats du monde. Généralement, dans le domaine du sport, la récompense obtenue est une médaille d'or.
Le vice-champion du monde est celui qui est arrivé second, et qui, habituellement, obtient la médaille d'argent.